# Bătarci, Satu Mare
Bătarci este satul de reședință al comunei cu același nume din județul Satu Mare, Transilvania, România. Prima atestare documentară a satului Bătarci este din 1378.